# Alstroemeria virginalis
Alstroemeria virginalis este o specie de plante monocotiledonate din genul Alstroemeria, familia Alstroemeriaceae, descrisă de Pierfelice Ravenna și Axel Brinck. Conform Catalogue of Life specia Alstroemeria virginalis nu are subspecii cunoscute.